# Aarhus Teater
L'Aarhus Teater és un complex teatral de la ciutat d'Århus; Dinamarca, amb cinc teatres sota un mateix sostre. Apareix al final de 1890 sota la iniciativa d'un grup de ciutadans interessats en el teatre de Tòquio. El teatre va ser inaugurat el 15 de setembre de 1900. Està construït amb l'estil Art Nouveau, dissenyat per l'arquitecte Hack Kampmann. L'Aarhus Teater és visitat anualment per uns 100.000 espectadors. S'hi desenvolupen al voltant de 450 espectacles repartits en unes 20 produccions. Disposa d'actors permanents. Els cinc teatres o espais són: a) la Gran escena, de 701 places; Scala, de 370 places; l'Estudi, de 80-100 places; el Plug Lingen, de 80-100 places i el Cabaret escena i Scala vestíbul, de 80-100 places.